# 이현정 (음악가)
이현정(1971년 ~ )은 대한민국의 여성 작곡가 겸 편곡가이다.

## 생애
1994년 피아노 연주자로 첫 데뷔를 하였고 1996년 여성 가수 소찬휘의 1집 음반 수록곡 중 〈나와 같을 수는 없어〉라는 곡을 통해 작곡가로 데뷔하였으며 1년 후 1997년에는 코러스 세션 팀 "빈칸채우기"의 멤버로 활동하였으며 이후 여러 가수들의 앨범에 많은 곡을 작곡한 바 있다. 대표작으로는 휘성의 〈안되나요〉 등이 있으며, 이후 싱어송라이터 겸 음반 프로듀서 전승우와 결혼하였다.